# Григорије Јакишић
Григорије Јакишић (Нови Сад, 3. мај 1994) српски је глумац.

## Биографија
Јакишић је у Српском народном позоришту заиграо као дванаестогодишњак, када је заједно са својим оцем добио улогу у представи Наход Симеон. Глуму је дипломирао на Факултету драмских уметности у Београду, у класи професорке Гордане Марић. С њим су студирали Вања Ненадић, Дуња Стојановић, Милица Сужњевић, Александар Вучковић, Татјана Димитријевић, Новак Радуловић, Никола Малбаша, Александар Кецман, Михаило Глишовић, Теа Гјоргиоска и Александар Ристоски. Прве професионалне улоге одиграо је у представама Хамлет и На Дрини ћуприја. Играо је у сомборском Народном позоришту, а од 2018. године је стално ангажован у ансамблу Драме Српског народног позоришта.
Остварио је улоге у више серија које су премијерно приказане на Првој српској телевизији.
Поред глуме, ради и у IT сектору.

## Улоге

### Позоришне представе
| Наслов                              | Улога            | Редитељ          | Позориште                  | Премијера           |
| ----------------------------------- | ---------------- | ---------------- | -------------------------- | ------------------- |
| Наход Симеон                        | Симеон као дечак | Томи Јанежич     | Српско народно позориште   | 25. мај 2006.       |
| Много вике ни око чега              | Клаудио          | Ана Ђорђевић     | Народно позориште Сомбор   | 20. март 2015.      |
| Хамлет                              | Хорацио          | Никола Завишић   | Српско народно позориште   | 29. јануар 2016.    |
| На Дрини ћуприја                    | више улога       | Кокан Младеновић | Српско народно позориште   | 17. март 2016.      |
| Маестро                             | Бумбар           | Милан Нешковић   | Народно позориште Сомбор   | 10. март 2017.      |
| Плава птица                         | Млеко            | Соња Петровић    | Народно позориште Сомбор   | 14. јун 2017.       |
| Војвођанска рапсодија               |                  | Владимир Лазић   | Српско народно позориште   | 2. децембар 2017.   |
| Илустрована енциклопедија нестајања |                  | Золтан Пушкаш    | Српско народно позориште   | 12. март 2018.      |
| Хепи енд (пројекат Егзодус)         |                  | Предраг Штрбац   | Српско народно позориште   | 1. октобрa 2018.    |
| Светозар                            | Славко Милетић   | Југ Радивојевић  | Српско народно позориште   | 24. новембар 2018.  |
| Најусамљенији кит на свету          |                  | Зијах Соколовић  | Српско народно позориште   | 6. март 2019.       |
| Катар                               |                  | Огњен Петковић   | Српско народно позориште   | 23. септембар 2019. |
| Чаробна фрула                       | Тамино           | Владимир Лазић   | Позориште лутака „Пинокио” | 11. октобар 2019.   |
| Јованча на путу око света           |                  | Золтан Пушкаш    | Српско народно позориште   | 21. фебруар 2020.   |
| Розенкранц и Гилденстерн су мртви   | Алфред           | Игор Павловић    | Српско народно позориште   | 4. септембар 2020.  |
| Деобе                               | Душан Катић      | Jуг Радивојевић  | Српско народно позориште   | 16. март 2021.      |
| Бертове кочије или Сибила           | Хајнрих          | Иван Церовић     | Српско народно позориште   | 21. септембар 2023. |

### Филмографија
| Год.  | Назив                                                     | Улога                     |
| ----- | --------------------------------------------------------- | ------------------------- |
| 2018. | Краљ Петар Први                                           | Коњаник                   |
| 2019. | Краљ Петар Први (серија)                                  | Коњаник                   |
| 2019. | Ургентни центар (серија)                                  | Лука                      |
| 2021. | Три мушкарца и тетка (серија)                             | Подвојени                 |
| 2022. | Мала супруга (серија)                                     | Радоје                    |
| 2023. | Игра судбине (серија)                                     | Леон Тошић                |
| 2023. | Од јутра до сутра (серија)                                | Оливер Ракић              |
| 2024. | Закопане тајне (серија)                                   | Григорије Пауковић “Паук” |
| 2024. | Чангаловић: Прича о оперском певачу Мирославу Чангаловићу | Чангаловић млађи          |